# Skrudzina
Skrudzina ist eine Ortschaft mit einem Schulzenamt der Gemeinde Stary Sącz im Powiat Nowosądecki der Woiwodschaft Kleinpolen, Polen.

## Geographie
Der Ort liegt unter den Sandezer Beskiden (Beskid Sądecki).
Die Nachbarorte sind Gołkowice Górne im Norden, Moszczenica Wyżna im Osten, Przysietnica im Südosten, Gaboń im Nordwesten.

## Geschichte
Der Ort wurde im Jahre 1293 als Skrozina erstmals urkundlich erwähnt. Er gehörte ursprünglich zu den Klarissen in Stary Sącz.
Nach der Ersten Teilung Polens kam Skrudzina zum neuen Königreich Galizien und Lodomerien des habsburgischen Kaiserreichs (ab 1804).
Im Jahre 1900 hatte das Dorf 358 Einwohner, davon alle polnischsprachig, 335 römisch-katholisch, 15 Juden und 8 anderer Glaube (überwiegend evangelisch).
1918, nach dem Ende des Ersten Weltkriegs und dem Zusammenbruch der k.u.k. Monarchie, kam Skrudzina zu Polen. Unterbrochen wurde dies durch die Besetzung Polens durch die Wehrmacht im Zweiten Weltkrieg, während der es zum  Generalgouvernement gehörte.
Von 1975 bis 1998 gehörte Skrudzina zur Woiwodschaft Nowy Sącz.